# Nippo-brasiliani
I nippo-brasiliani (in portoghese: nipo-brasileiros; in giapponese: 日系ブラジル人?, nikkei burajiru-jin) sono cittadini brasiliani di origine giapponese.
Il Brasile ospita la più grande popolazione giapponese al di fuori del Giappone. Secondo stime recenti, la popolazione brasiliana di origine giapponese ammonta oggi a 2 milioni di persone. I primi immigrati giapponesi arrivarono in Brasile nel 1908. I nippo-brasiliani sono concentrati soprattutto negli stati di San Paolo e Paraná. La maggior parte di loro appartiene alla terza generazione in Brasile. Nel 2005 è nato Enzo Yuta Nakamura Onishi, il primo rappresentante della sesta generazione di discendenti di giapponesi in Brasile.

## Storia
Tra la fine del XIX e l'inizio del XX secolo, il caffè era il principale prodotto di esportazione del Brasile. Inizialmente, i grandi proprietari di terra brasiliani usavano il lavoro degli schiavi africani nelle piantagioni di caffè, ma nel 1850, la tratta degli schiavi fu abolita in Brasile. Per risolvere la carenza di manodopera, l'élite brasiliana decise di attrarre immigrati europei a lavorare nelle piantagioni di caffè. Ciò era anche in linea con la spinta del governo a "imbiancare" il paese con immigrati europei.
Il governo brasiliano e i proprietari di terra pagavano il viaggio degli immigrati europei. Il piano incoraggiò milioni di europei, la maggior parte di loro italiani, a immigrare in Brasile. Tuttavia, una volta in Brasile, gli immigrati lavoravano in condizioni sfavorevoli, inclusi lunghi orari di lavoro e frequenti maltrattamenti da parte dei loro capi. Per questo motivo, nel 1902, l'Italia emanò il Decreto Prinetti, vietando l'emigrazione sussidiata diretta specialmente in Brasile.

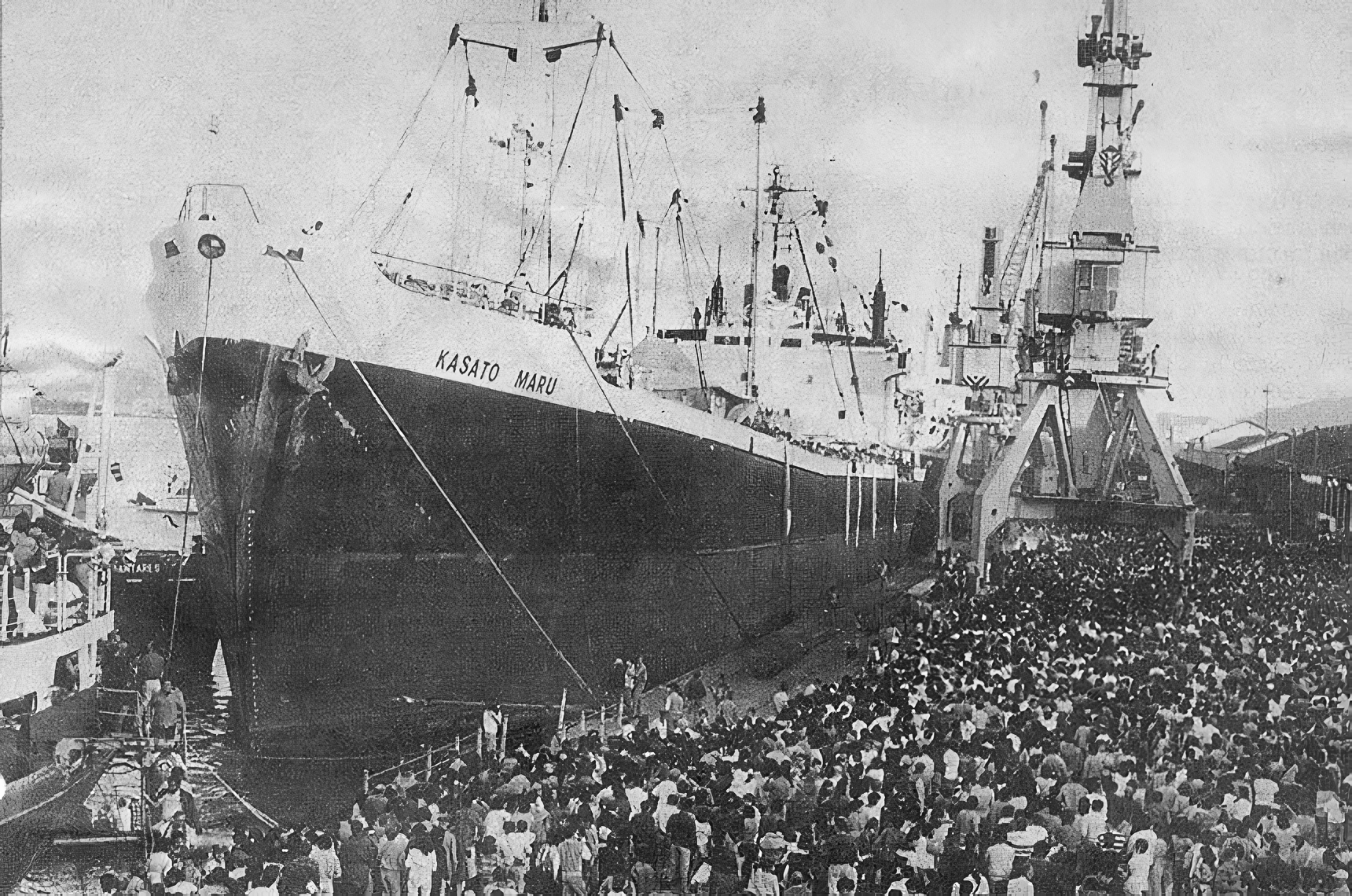
La nave Kasato Maru portò i primi immigrati giapponesi nel porto di Santos nel 1908
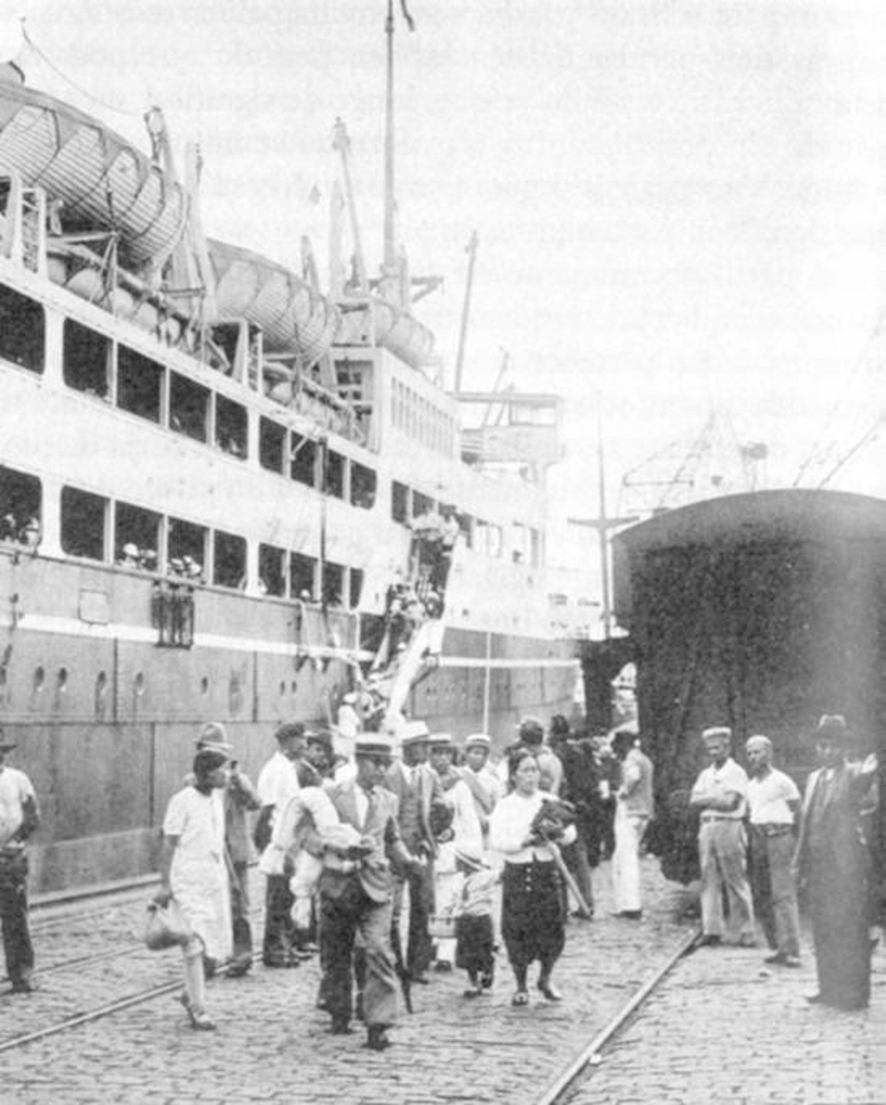
Nave in arrivo in Brasile con immigrati giapponesi, negli anni '30
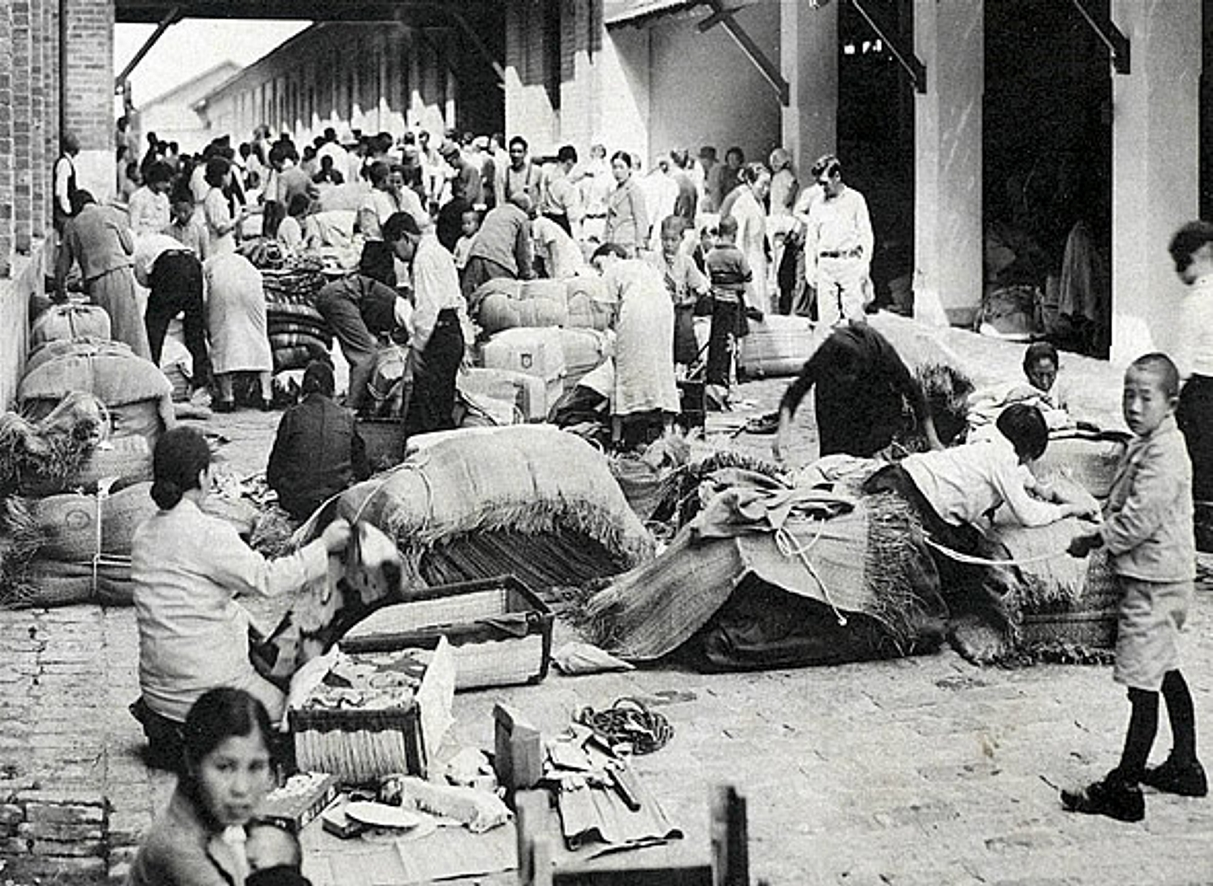
Immigrati giapponesi appena arrivati a San Paolo (circa 1935)
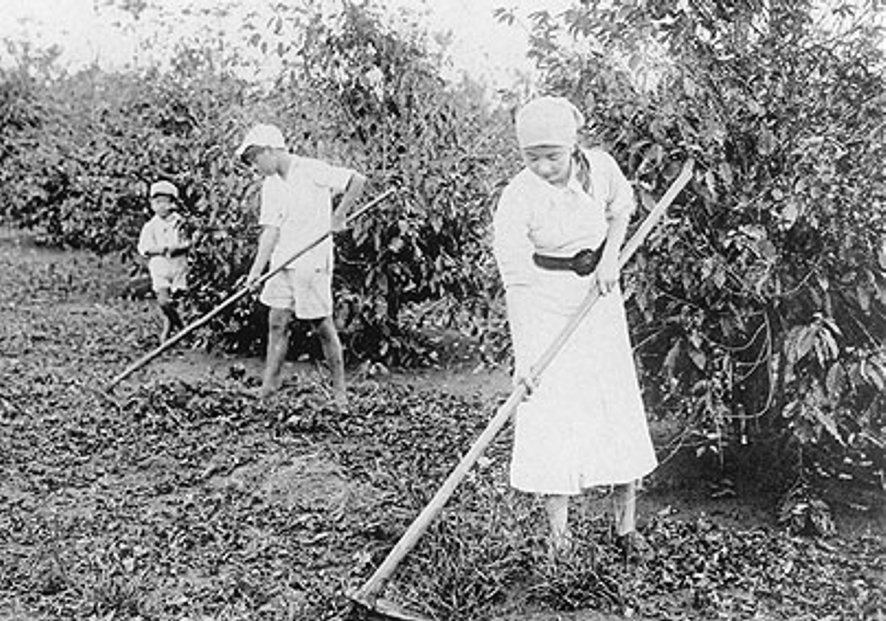
Immigrati giapponesi in una piantagione di caffè
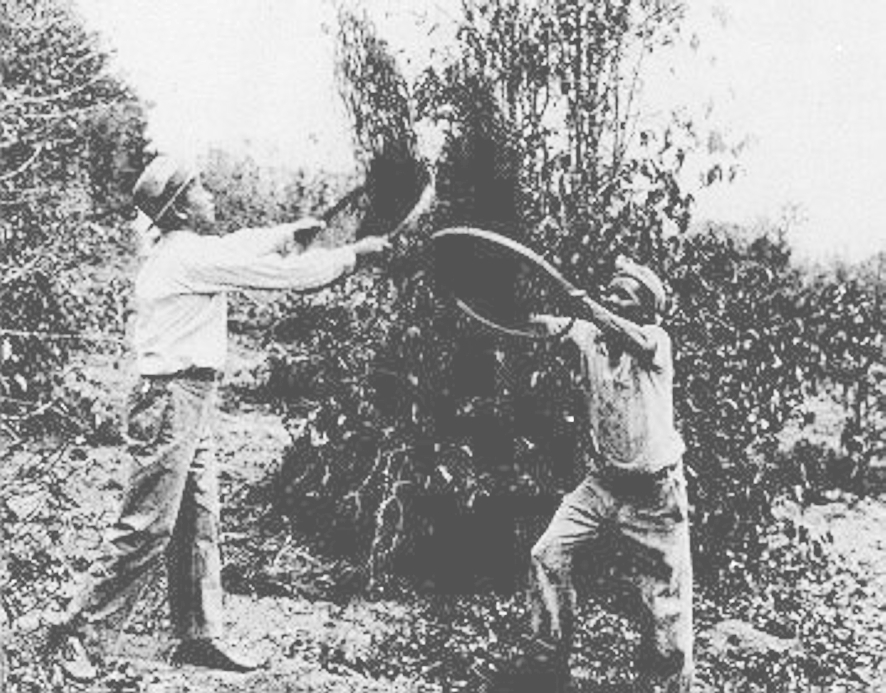
Due giapponesi in una piantagione di caffè
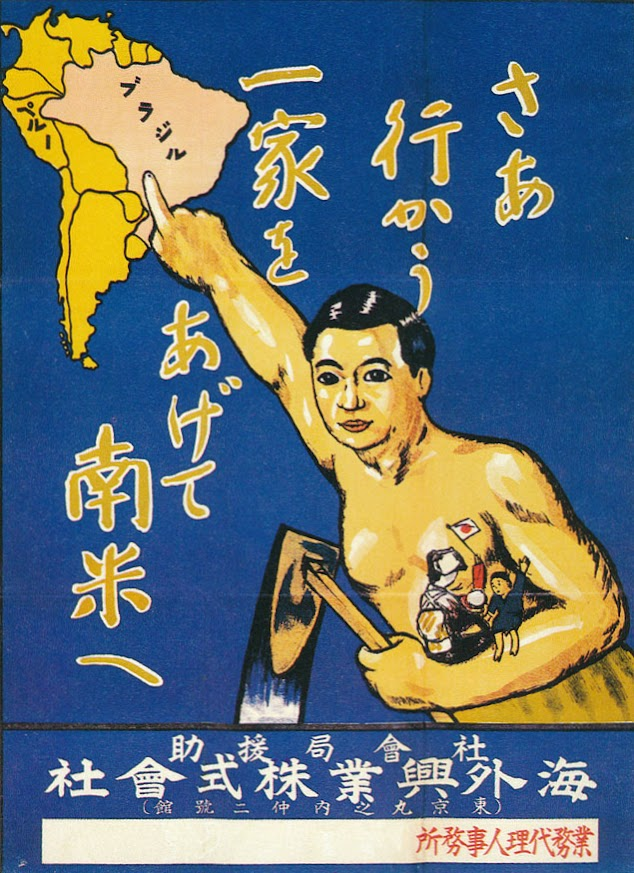
Un poster usato in Giappone per attirare immigrati in Brasile. Si legge: "Andiamo in Sud America (Brasile in evidenza) con tutta la vostra famiglia".

In Giappone, la fine dello Shogunato Tokugawa lasciò il posto a un intenso progetto di modernizzazione e apertura durante il Periodo Meiji. Nonostante la riforma agraria, la meccanizzazione dell'agricoltura disoccupò migliaia di contadini. Migliaia di altri piccoli contadini si indebitarono o persero la terra perché non potevano permettersi le tasse elevate, che nel Periodo Meiji iniziarono a essere raccolte in contanti, mentre prima erano raccolte in natura (parte della produzione agricola). I contadini senza terra andarono nelle principali città, che si saturavano. Le opportunità di lavoro diventarono sempre più rare, formando una massa di lavoratori miserabili.
Nel 1907, i governi brasiliano e giapponese firmarono un trattato che consentiva l'immigrazione di giapponesi in Brasile. Ciò è dovuto in parte alla diminuzione dell'immigrazione italiana in Brasile e ad una nuova carenza di manodopera nelle piantagioni di caffè. I primi immigrati giapponesi (790 persone, principalmente agricoltori) arrivarono in Brasile nel 1908 sul Kasato Maru. Tra il 1908 e il 1950, oltre 200.000 giapponesi immigrarono in Brasile, molti dei quali andarono nello stato di San Paolo, dove si trovavano la maggior parte delle piantagioni di caffè.
| Popolazione nippo-brasiliana per generazioni (1987) | Popolazione nippo-brasiliana per generazioni (1987) | Popolazione nippo-brasiliana per generazioni (1987) | Popolazione nippo-brasiliana per generazioni (1987) | Popolazione nippo-brasiliana per generazioni (1987) |
| Generazioni                                         | Denominazioni                                       | Denominazioni                                       | Proporzioni (%)                                     | Meticci (%)                                         |
| Generazioni                                         | Giapponese                                          | Italiano                                            | Proporzioni (%)                                     | Meticci (%)                                         |
| --------------------------------------------------- | --------------------------------------------------- | --------------------------------------------------- | --------------------------------------------------- | --------------------------------------------------- |
| 1ª                                                  | Isseis                                              | Immigrati                                           | 12,51%                                              | 0%                                                  |
| 2ª                                                  | Nisseis                                             | Figli                                               | 30,85%                                              | 6%                                                  |
| 3ª                                                  | Sanseis                                             | Nipoti                                              | 41,33%                                              | 42%                                                 |
| 4ª                                                  | Yonseis                                             | Pronipoti                                           | 12,95%                                              | 61%                                                 |

| Anni      | Immigrati |
| --------- | --------- |
| 1906-1910 | 1.714     |
| 1911-1915 | 13.371    |
| 1916-1920 | 13.576    |
| 1921-1925 | 11.350    |
| 1926-1930 | 59.564    |
| 1931-1935 | 72.661    |
| 1936-1941 | 16.750    |
| 1952-1955 | 7.715     |
| 1956-1960 | 29.727    |
| 1961-1965 | 9.488     |
| 1966-1970 | 2.753     |
| 1971-1975 | 1.992     |
| 1976-1980 | 1.352     |
| 1981-1985 | 411       |
| 1986-1990 | 171       |
| 1991-1993 | 48        |
| Totale    | 242.643   |

## Galleria di brasiliani di origine giapponese

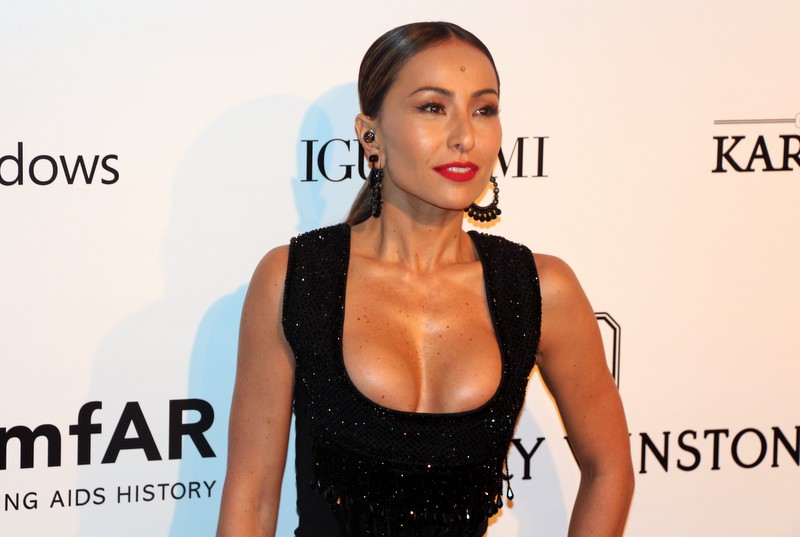
Sabrina Sato, conduttrice televisiva
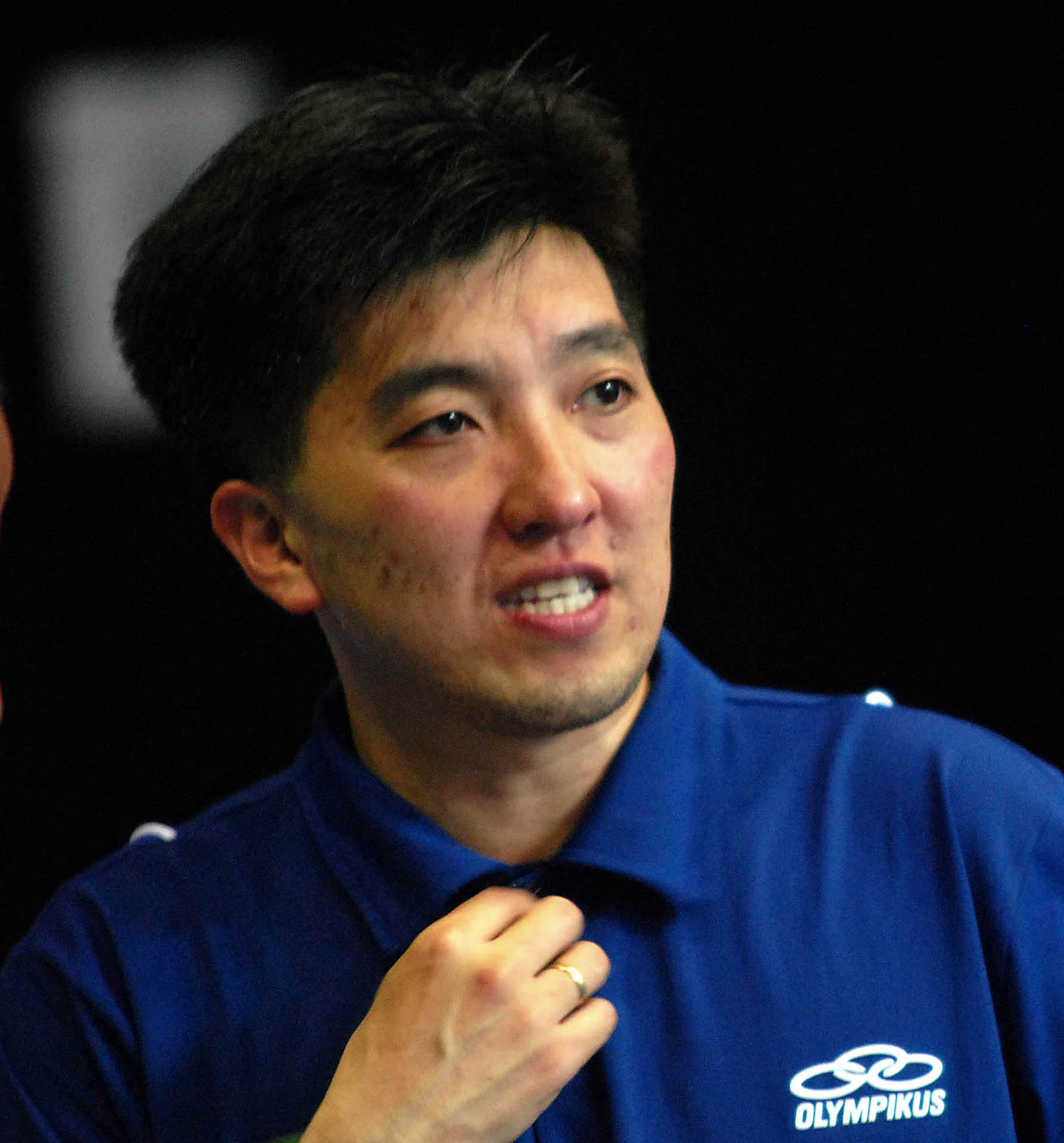
Hugo Hoyama, tennistavolo
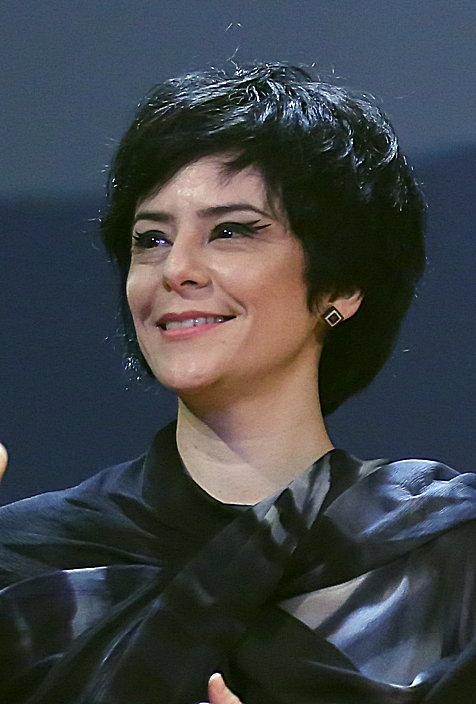
Fernanda Takai, cantante
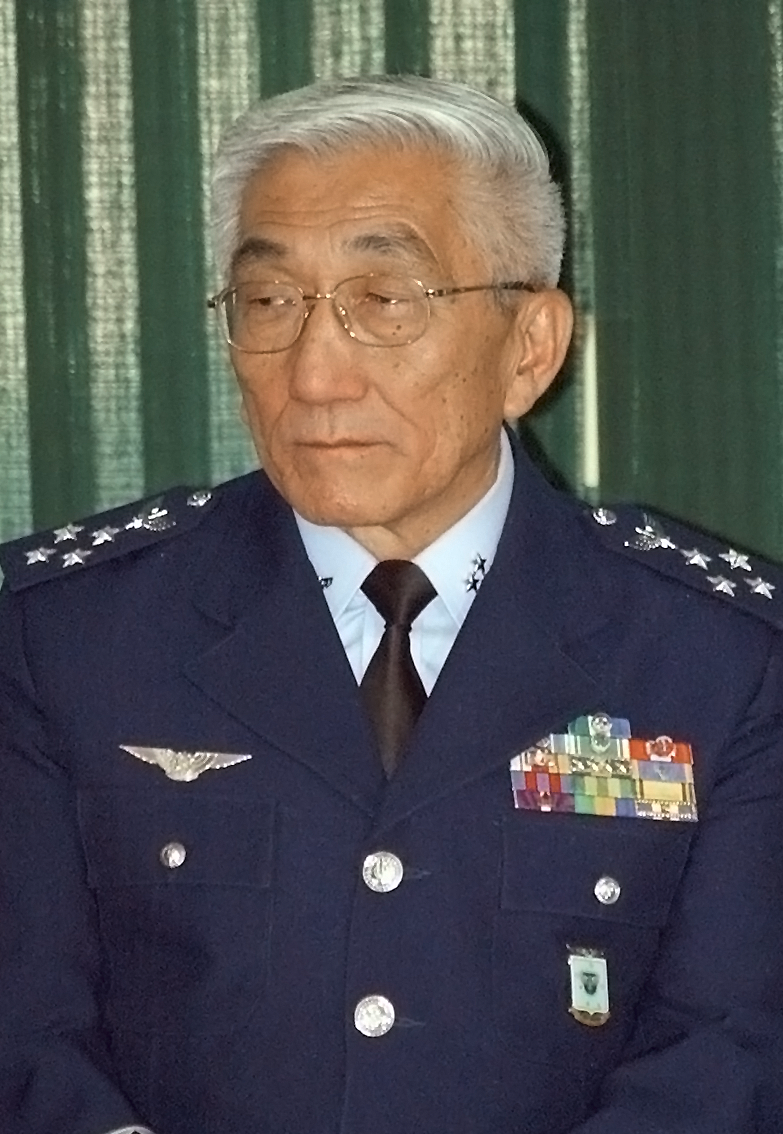
Juniti Saito, comandante dell'aeronautica brasiliana dal 2007 al 2015
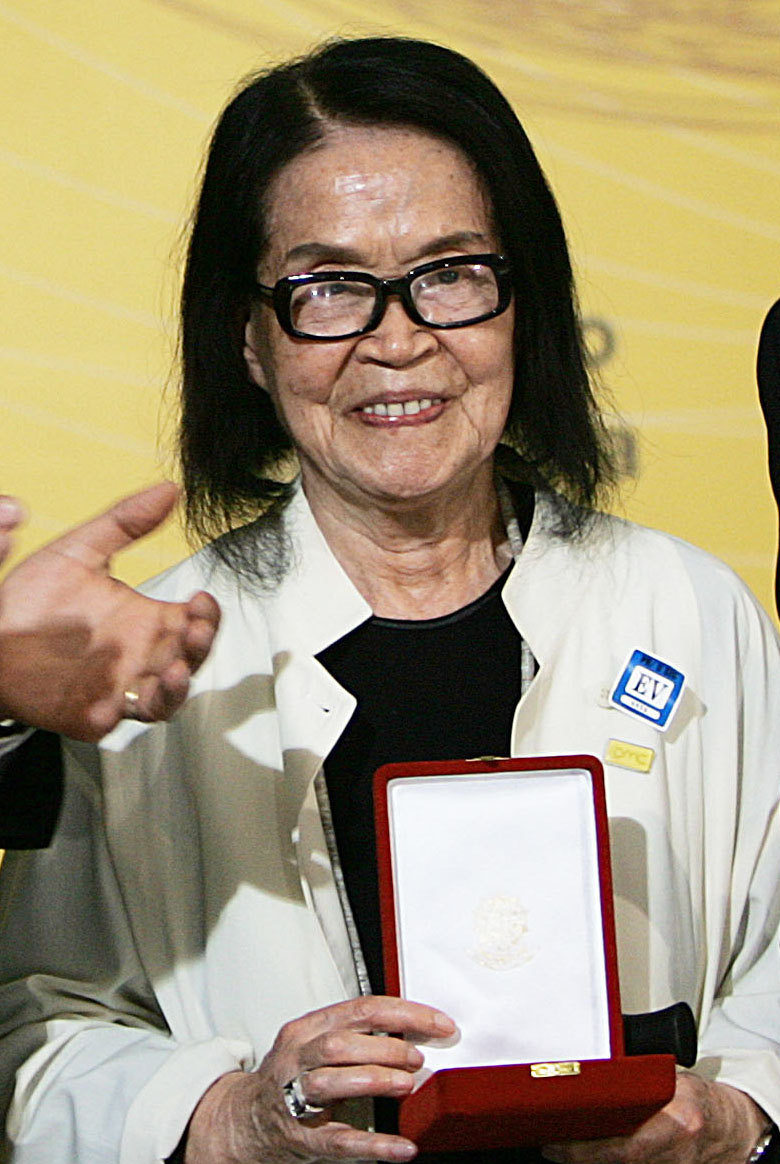
Tomie Ohtake, artista visivo
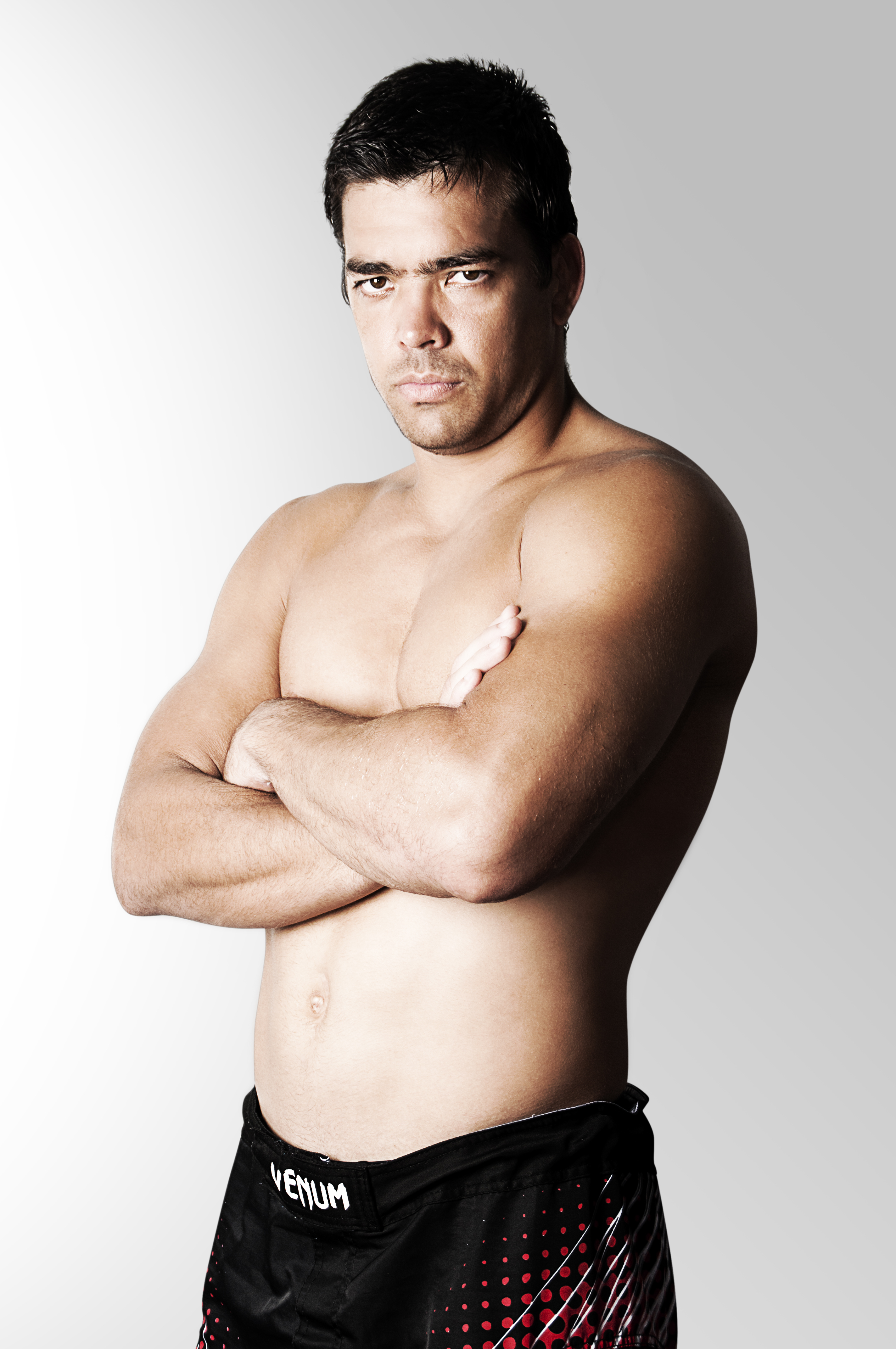
Lyoto Machida, lottatore di arti marziali
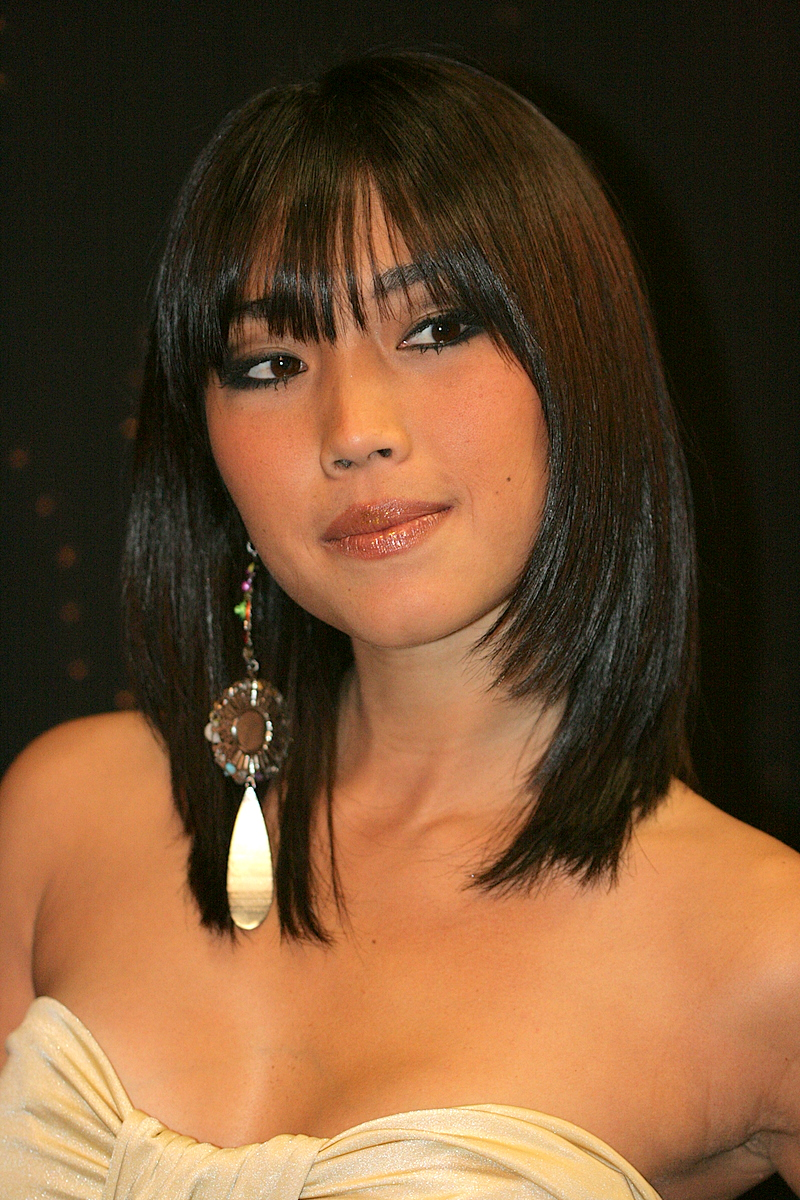
Daniele Suzuki, attrice